# Ufficiali di complemento
Gli ufficiali di complemento sono ufficiali delle forze armate italiane, facenti parte della categoria ufficiali reclutati dalla vita civile e messi in servizio senza passare dall'accademia militare.
Gli ufficiali di complemento costituiscono il ruolo speciale e la riserva selezionata.

## Storia
La fonte di alimentazione principale della categoria era il servizio militare obbligatorio, in quanto ogni anno venivano messi a concorso posti dedicati a tale categoria, nelle forze armate italiane e negli altri Corpi armati dello Stato, ai quali i cittadini italiani potevano aspirare anche per assolvere l'obbligo di leva. Superata positivamente la visita militare, chi era in possesso di diploma superiore poteva presentare domanda per prestare servizio militare in Italia come ufficiale di complemento, previa ammissione mediante concorso pubblico ai corsi AUC (Allievo Ufficiale di Complemento) e superamento dell'iter formativo. Queste situazioni si verificarono sin dalla prima guerra mondiale, ove cittadini di cultura superiore furono mobilitati o accorsero volontari alle armi come soldati semplici senza aspirare a nessun grado, ma, stante la penuria all'epoca di persone con buona preparazione teorica, furono avviati in modo quasi coatto ai corsi accelerati per il ruolo di quadri di complemento, con la qualifica di "aspirante", poi rinominato in "allievo ufficiale".
Nel ventennio fascista il reclutamento degli ufficiali di complemento avveniva spesso attraverso i gruppi universitari fascisti e, come pure nel secondo dopoguerra, era previsto un percorso formativo che passava dal conseguimento del grado intermedio di sergente prima di accedere a quello di sottotenente. 
La durata specifica della ferma, superiore a quella della leva militare ordinaria, cambiò nel tempo, fu per vari decenni di 18 mesi per l'Esercito  e per l'Aeronautica Militare, divisi in 9 mesi di corso più 9 di "servizio di prima nomina"; mentre era di 18 mesi, divisi in 3 di corso e 15 di servizio di prima nomina, per la Marina Militare. Successivamente per Esercito ed Aeronautica fu ridotta a 15 mesi, divisi in sei mesi di corso (tre e mezzo per medici, odontoiatri, farmacisti, veterinari e ingegneri) più nove di servizio di prima nomina (undici e mezzo per i ruoli tecnici elencati prima), rimanendo invariati per la marina. Infine, sempre per Esercito ed Aeronautica, la ferma complessiva rimase di 15 mesi, ma contemplante 5 mesi di corso per l'Esercito e 3 mesi per l'Aeronautica e 10 di servizio di prima nomina per l'Esercito e 12 per l'Aeronautica.
A partire dagli anni 1990, dopo la differenziazione tra ruoli normali e speciali, sopravvenuta, i vincitori di questi concorsi vennero assegnati al ruolo speciale. Con la sospensione delle chiamate al servizio militare di leva in Italia - a partire dal 1º gennaio 2005 - le funzioni sono in parte svolte dagli ufficiali in ferma prefissata o dagli ufficiali piloti di complemento, tutti obbligati a ferme determinate e comunque omologati per legge agli ufficiali di complemento delle epoche precedenti; il d.lgs. 15 marzo 2010, n. 66 ha infine previsto le modalità di reclutamento in via diretta, ed una tramite concorso. Attualmente nelle forze armate italiane un'aliquota di ufficiali di complemento è individuabile anche tra gli ufficiali in congedo aderenti alla "riserva di completamento" e a tutti gli appartenenti alla riserva selezionata.

## Caratteristiche

### Il concorso e la selezione
Durante l'operatività del servizio militare di leva in Italia, i cittadini sottopostoi agli obblighi di leva potevano segnalare la preferenza per il servizio come AUC già nel corso della prima visita di leva che durava tre giorni, senza con ciò inficiare i rinvii del servizio militare per motivi di studio, oppure potevano attendere il termine degli studi, nell'eventualità di aver conseguito almeno il diploma di maturità. Tuttavia per accedere al corso AUC era necessario vincere un apposito concorso per l'arruolamento che veniva bandito con cadenza trimestrale, per la selezione si veniva convocati presso uno dei distretti militari con competenza interregionale alla selezione, degli AUC (ad esempio per il Triveneto era competente il distretto militare di Verona).
Tale selezione aveva anch'essa una durata di tre giorni, ma in questo caso i candidati venivano ospitati nella caserma del distretto militare, in quanto le distanze di provenienza dei candidati erano maggiori a causa del fatto che vi era un unico centro interregionale, fatto che non rendeva possibile il rientro a casa al termine di ciascuna giornata. La selezione prevedeva una visita medica molto più approfondita e selettiva di quella di leva ed anche la batteria dei test psico-attitudinali era più ampia ed articolata di quella della visita di leva. I test erano tanto scritti, quanto pratici e questi ultimi avvenivano nel corso di un colloquio finale individuale, con un ufficiale psicologo selettore. Per coloro i quali venivano scartati per motivi sanitari, vi era la possibilità di proporre ricorso e di essere nuovamente visitati presso altra struttura sanitaria militare.
Nel corso delle prove veniva richiesto di indicare due preferenze per l'Arma o specialità di destinazione. Era espressamente vietato presentare contemporaneamente domanda di ammissione presso più forze armate o Corpi armati dello Stato, ad evitare il sovrapporsi di eventuali nomine. In caso ciò si verificasse, per disinformazione o svista burocratica, veniva ritenuta nulla una delle selezioni effettuate. In caso di ammissione al corso AUC altre selezioni specifiche sarebbero state affrontate durante il medesimo, per essere assegnati ad una delle varie specialità previste per una specifica Arma, ad esempio per gli AUC dell'Arma di Fanteria che frequentavano la Scuola di Fanteria si trattava di scegliere fra chi sarebbe andato nella Fanteria di linea piuttosto che nei Paracadutisti o nella Fanteria d'arresto.
Ad oggi secondo il codice dell'ordinamento militare il grado può essere conferito direttamente senza superamento di concorso ed in via eccezionale, ai cittadini che operino in modo proficuo all'interno delle forze armate, previa valutazione di apposita commissione; mentre reclutamento in prima nomina è invece previsto solo in caso di ripristino operativo del servizio di leva, con una durata della ferma di 14 mesi. Gli ufficiali di complemento eventualmente in servizio conservano comunque tutt'oggi la possibilità di entrare nel servizio permanente effettivo, superando degli appositi concorsi.

### L'addestramento e l'inizio del servizio di prima nomina
Il corso di istruzione fu di durata e struttura variabile a seconda dell'epoca e del tipo di forza armata, e prevedeva lezioni teoriche ed esercitazioni pratiche in varie materie, alcune comuni a tutti i corsi delle varie forze armate italiane. L'uniforme degli allievi differiva da quella della truppa per la placchetta con la scritta AUC sulle spalline, o sui tubolari per le spalline della mimetica, per un filetto dorato sull'intero orlo del colletto della drop e della diagonale (il filetto era parziale per gli Allievi Sottufficiali di Complemento), per le scarpe marroni e i guanti in pelle (anticipo dell'uniforme da Ufficiale). Fatti salvi i casi particolari dei corsi ufficiali tenutisi nel primo conflitto, ancora nel secondo dopoguerra il corso AUC nell'Esercito era diviso in una prima fase generica comune a tutte le Armi e specialità, superata la quale si acquisiva il grado di Sergente di Complemento accedendo ad una seconda fase specialistica presso una "Scuola d'Arma". Al termine della seconda fase, se non idonei al grado di sottotenente si veniva assegnati ad altro reparto come sottufficiale.
Il corso si basava su una serie di materie di studio, in numero che oscillava fra 20 o 25 circa, esse costituivano il curriculum del corso stesso. Ciascuna materia di studio era a sua volta articolata in una serie di lezioni che potevano essere tanto teoriche quanto pratiche, esse erano tenute da docenti militari, le lezioni teoriche si svolgevano sempre in aula, mentre quelle pratiche avvenivano sia in aule apposite dotate di armi o di apparati su cui verteva la lezione, sia sul campo in aree addestrative interne alla caserma sede della scuola AUC. Le materie di studio erano più generiche nella parte iniziale del corso, che durava i primi due mesi dei cinque che lo costituivano (sei nel caso dei Cavalieri Corazzati e dei Carristi vista la complessità d’impiego dei mezzi assegnati), esse coprivano argomenti come Arte militare, Regolamenti militari, Armi e tiro, Addestramento individuale al combattimento (AIC), NBC, Balistica, Topografia, Trasmissioni, Organica, Tattica, Logistica, Psicologia ed addestramento del personale, ma anche Educazione sociale ed Assetto Formale. A partire dal terzo mese di corso, il corso "anziano" lasciava la scuola avendo terminato il suo quinto (o sesto) mese dello stesso, quindi si rendevano disponibili le aule attrezzate che consentivano di effettuare l'addestramento specialistico d'Arma e di Specialità. Per ciascuna materia che costituiva il curriculum del corso AUC era previsto un predefinito numero di lezioni, al termine delle quali si svolgeva la cosiddetta "prova oggettiva" che era basata su un test che poteva essere costituito di domande sia del tipo si/no, che a scelta multipla che a testo libero, il test si svolgeva in aula ed al termine a ciascun allievo veniva attribuito un punteggio secondo una distribuzione gaussiana, cosa che garantiva sempre che ci fossero pochi primi, molti con un punteggio medio e pochi ultimi, il tutto al fine di mantenere una graduatoria del corso dotata di queste particolari caratteristiche. La graduatoria del corso AUC era aggiornata ogni settimana, sulla base delle prove oggettive ed affissa nella bacheca della compagnia o della batteria dei relativi allievi.
L'addestramento comprendeva anche una serie di lezioni di educazione fisica che si svolgevano per tutta la durata del corso, mentre nei primi due mesi del corso vi era una forte enfasi nell'addestramento formale che serviva non solo come addestramento dell'AUC stesso, quanto aveva una fondamentale importanza nell'insegnare ai futuri ufficiali come si inquadrava e si comandava la truppa, funzione che avrebbero dovuto svolgere in via principale e prioritaria durante il loro servizio, dal momento che gli ufficiali di complemento erano quelli di gran lunga più a contatto con la truppa costituita dai militari di leva.
Attorno al terzo mese di corso un'aliquota di allievi distintisi per rendimento e attitudine militare (meno del 10%) poteva fregiarsi del distintivo di allievo scelto, una V dorata sulle spalline (sorta di ibrido tra il grado di soldato scelto e sergente). Tra gli allievi giudicati idonei al grado di Sottotenente i primi in graduatoria potevano aspirare, o venivano invitati, a prestare servizio quali istruttori presso la scuola, gli altri erano assegnati a un reparto per lo più operativo. Migliore era il piazzamento in graduatoria maggiore era la probabilità di venire assegnati ad una destinazione indicata tra le proprie preferenze. Inoltre il più alto nella graduatoria era definito capocorso, tale ruolo non rivestiva solo un ruolo onorifico, ma come tale egli era anche il rappresentante di tutti gli AUC nei confronti della gerarchia militare. Non tutti gli allievi venivano nominati sottotenenti a fine corso, in quanto per ogni corso gli allievi previsti erano sempre in numero maggiore rispetto al numero di sottotenenti che ciascuna scuola AUC doveva immettere nei reparti da essa alimentati. Il corso AUC era impegnativo ed altrettanto selettivo, al suo termine veniva pubblicata in bacheca la graduatoria finale. La graduatoria indicava non solo la posizione finale di ciascun allievo nella stessa e gli ultimi che non sarebbero divenuti sottotenenti, ma accanto a ciascun allievo che si era qualificato per la nomina a sottotenente, era anche riportato il corpo di destinazione. 
Dapprima il grado di sottotenente veniva rivestito per la prima volta nel corso di una cerimonia collettiva in uniforme da ufficiale che si svolgeva presso la scuola dove si era svolto il corso AUC, dopo la quale si veniva inviati in licenza straordinaria di fine corso, alla fine della quale, divenuta effettiva la nomina a Sottotenenti, si raggiungeva il reparto. In una fase successiva, sicuramente in vigore dagli anni ottanta, il grado da sottotenente si poteva indossare solo a partire dal primo giorno dopo la fine della licenza straordinaria di fine corso, giorno in cui i neo ufficiali si dovevano presentare al Corpo di nuova assegnazione. 
La prima importante funzione che i neo ufficiali dovevano compiere era quello di prestare il giuramento militare come ufficiali, in quanto il primo giuramento collettivo, come per i militari di truppa, svolto dopo un mese circa dall'inizio del corso AUC, non valeva più per un ufficiale. Infatti per gli ufficiali è previsto che il giuramento militare si svolga singolarmente in forma solenne, con una duplice modalità, verbale e scritta. Tale evento avveniva il mattino del primo giorno del servizio di prima nomina, con il quale iniziava formalmente lo stesso e solitamente avveniva in una sala del comando o del circolo ufficiali, dinnanzi alla bandiera di guerra del Corpo, del comandante dello stesso ed una rappresentanza di ufficiali del comando e dei comandanti dei reparti che lo componevano.
La cerimonia prevedeva che tutti i neo ufficiali, che per l'occasione indossavano la Grande Uniforme con sciarpa azzurra, sciabola e guanti di pelle, venissero a turno chiamati dall'"Aiutante Maggiore del Corpo" (che è il responsabile del personale) e che ciascuno di essi, dinnanzi alla bandiera di guerra ed al comandante, estraesse la sciabola facendola scorrere fuori dal fodero, impugnandola per la lama con la mano sinistra (è l'unico momento in cui è previsto che la sciabola venga impugnata per la lama e non per l'impugnatura) mentre con la mano destra alzata pronuncia la formula di giuramento che è riportata su un documento ufficiale stampato, recante il simbolo della Repubblica e l'intestazione del Corpo militare presso cui l'ufficiale giura.

### Condizione giuridica
Gli Allievi Ufficiali come status ed indennità erano peraltro tutti equiparati al grado militare di caporal maggiore, tanto da poter rivestire sin dai primi giorni, a turno, i ruoli specifici di sergente di giornata ma ciò non li esimeva peraltro dall'obbedienza agli appartenenti alla categoria dei graduati di truppa a cui fossero stati affiancati nel corso di servizi di guardia o altri eventi addestrativi. E col grado di caporal maggiore proseguivano presso altri reparti la ferma prevista per coloro che per salute o rendimento non superavano il corso. Tuttavia ciò lasciava aperta la possibilità di meritarsi una nomina a "sergente di complemento" all'atto del congedo.

### Inquadramento
Non appartenendo al personale a tempo indeterminato dei ruoli normali (RN) o ruoli speciali (RS), definiti in servizio permanente effettivo (SPE), concorrevano al completamento degli organici delle forze armate, contraendo anche obblighi di richiamo, per aggiornamento o avanzamento, e di mobilitazione oltre i limiti d'età previsti per la truppa. Fanno parte di tale tipologia:
- gli ufficiali della riserva selezionata;[5]
- gli ufficiali piloti di complemento;
- gli ufficiali della riserva di complemento del Corpo militare volontario della Croce Rossa Italiana.

## Attività ed eventuale sviluppo della carriera
Nel corso del servizio al reparto gli ufficiali di complemento espletavano una grande quantità di incarichi di supporto, spesso travalicanti il ruolo di comandante di plotone, sezione ecc. Sovente, per carenza di organici in servizio, dopo un periodo in posizione subalterna ad un sottotenente di uno o due corsi più "anziano", al congedo del medesimo l'ufficiale gli subentrava nel ruolo di sotto-comandante in sede vacante della compagnia (o batteria o squadrone a seconda dell'Arma) con i compiti e le responsabilità di un Tenente in carriera. Si registrarono casi di Sottotenenti di complemento svolgenti il ruolo di comandante di compagnia (o batteria o squadrone) per la maggior parte del loro servizio di prima nomina.
Saltuariamente l'ufficiale di complemento rivestiva il duplice ruolo di ufficiale di polizia giudiziaria e polizia militare, analogo a quello dei pari grado nell'Arma dei Carabinieri, ad esempio durante il servizio di comandante della guardia a strutture militari e civili considerate obiettivi sensibili, quali depositi munizioni, centri di telecomunicazione, impianti radar ed altro, talvolta nell'ambito di operazioni di ordine pubblico. Alla fine del servizio di prima nomina i sottotenenti ricevevano un giudizio dal Comandante del corpo (in parte ricavato dal giudizio del diretto superiore dell'ufficiale).
All'appressarsi del congedo tutti i Sottotenenti di complemento, indistintamente, erano invitati dal loro comando a scegliere se limitarsi a completare il servizio di prima nomina, oppure concorrere per la "rafferma". A questo punto la "carriera" militare dei quadri di complemento prendeva due strade diverse. Per i congedanti il grado poteva rimanere a vita quello di Sottotenente, oppure, se dal giudizio del Comandante di Corpo risultavano almeno di normale affidamento, rientravano tra i candidati ad un futuro avanzamento al grado di Tenente, non prima di tre anni dal congedo, e in tal caso la nomina veniva notificata dal Comando del Distretto di appartenenza, con valore retroattivo. Ciò poteva aprire la strada a futuri richiami per aggiornamento / avanzamento, a discrezione dell'Autorità oppure su base volontaria, a seguito di richiesta scritta da presentarsi al Distretto con appositi moduli.
Il massimo grado conseguibile tramite ripetuti richiami in servizio era quello di Tenente Colonnello, come del resto per la maggioranza degli ufficiali in servizio permanente effettivo  provenienti dal Complemento. Con la modifica del servizio militare e la graduale sostituzione della leva con volontari a ferma breve e volontari a ferma prolungata,  tali richiami si ridussero fino a scomparire, anche in considerazione del fatto che ufficiali con soli 15 mesi complessivi di esperienza (o pochi di più se precedentemente già richiamati), si sarebbero trovati, in caso di mobilitazione, ad inquadrare personale probabilmente più aggiornato e competente di loro.
Per i candidati alla rafferma, invece, l'accesso alla medesima mutò nel tempo. Inizialmente si poteva essere raffermati a tempo indeterminato per i pochissimi posti, uno su 100, disponibili; oppure si poteva direttamente accedere al concorso in SPE. Successivamente, dagli anni ottanta, si poteva concorrere ad una rafferma di soli due anni, accessibile mediante concorso per titoli. Finiti i quali vi era la possibilità di tentare l'accesso in SPE mediante concorso.
La rafferma di due anni serviva, contemporaneamente, a sfruttare per più tempo l'esperienza di quadri già addestrati e ridurre il numero di nuovi corsisti, ma ebbe un effetto disastroso in termini di reinserimento lavorativo di quegli ufficiali che dopo quasi quattro anni di vita militare non avessero superato il concorso d'ammissione al SPE.
Terminato il terzo anno, con il grado di Tenente, per l'arruolamento definitivo nel servizio permanente effettivo era necessario superare un concorso interno per titoli ed esami, a seguito del quale per un breve periodo gli ufficiali ex complemento venivano temporaneamente retrocessi al grado inferiore, per riallinearne la carriera a quelli provenienti dall'Accademia. Da ciò la consuetudine, per gli aspiranti al servizio permanente di non sfoggiare mai la seconda stellina prima del superamento del concorso, vuoi per scaramanzia, vuoi ad evitare che qualcuno potesse pensare ad una retrocessione sanzionatoria.
Il cambiamento si sovrappose alla graduale abolizione della leva in genere, sostituita da professionisti, e alla costituzione della moderna Riserva di Completamento e Riserva di Completamento Qualificata (o Selezionata), e chiuse un'era: infatti mentre gli ufficiali di complemento provenienti dai corsi AUC erano visti come "ufficiali operativi", il ruolo di Ufficiale della moderna riserva di Completamento è più virtuale che reale, mentre quello della riserva Qualificata/Selezionata, aperta solo ai detentori di lauree o di esperienze professionali particolari, è percepito in modo diverso, comparabile nell'ambito civile a quello di lavoro a chiamata, con contratto a progetto o a tempo determinato. La formazione prevede un brevissimo corso di addestramento formale e normativo, la nomina diretta a Tenente (o gradi superiori a seconda delle qualifiche) e brevi incarichi per esigenze contingenti, anche in scenari internazionali.

## Nelle forze militari

### Aeronautica Militare

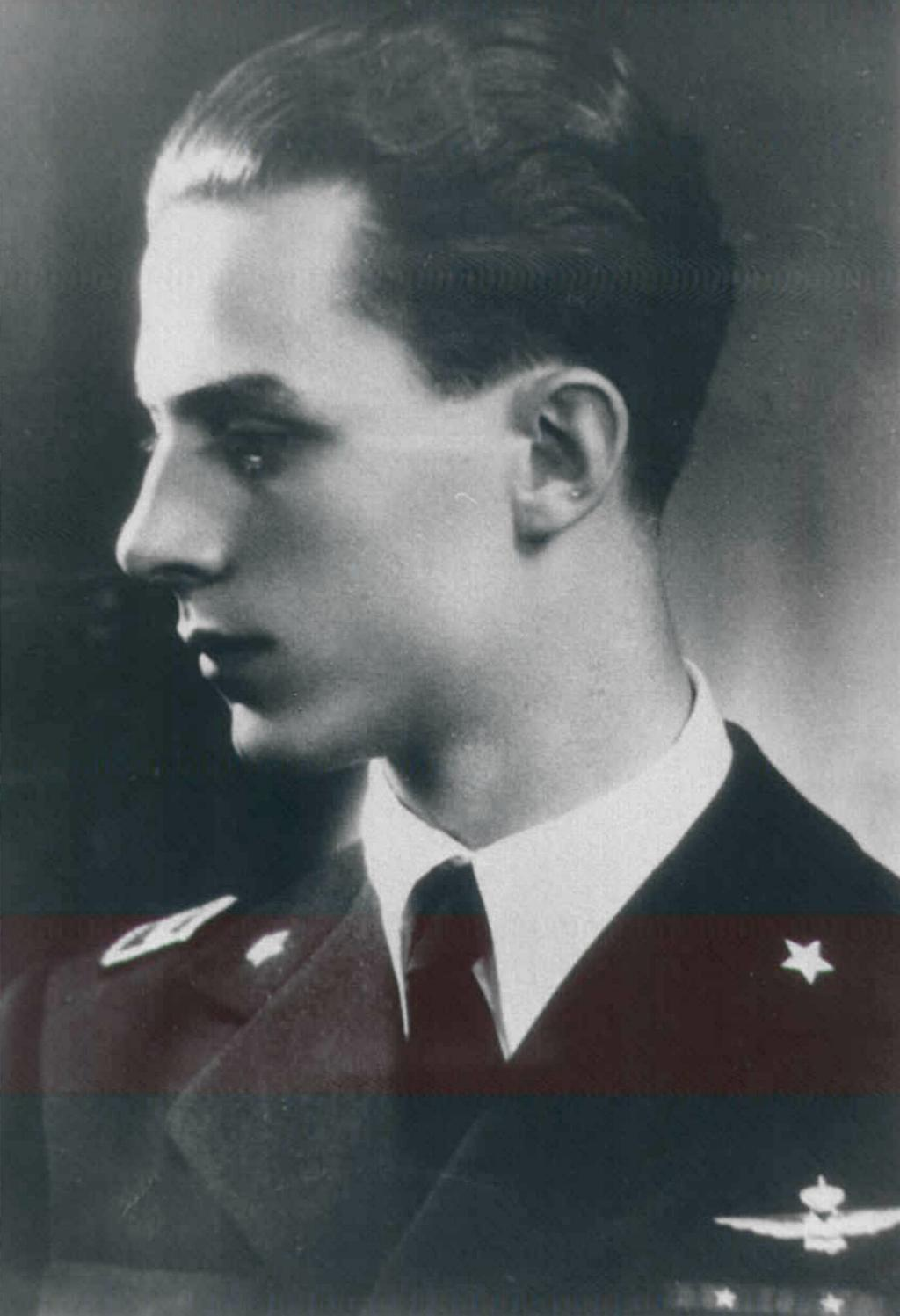
L'asso Giuseppe Cenni (MOVM), il pilota più decorato della 2ª g.m., fu un AUPC

Per quanto riguarda l'Aeronautica Militare, il corso AUC si svolgeva, dopo un primo breve periodo presso l'Accademia Aeronautica a Pozzuoli, presso  la Scuola allievi ufficiali a Firenze che essendo nella stessa sede della allora Scuola di guerra aerea, veniva identificata dalla sigla SAAM-SGA. La sede è rimasta sempre la stessa dal 1924 fino alla sospensione in Italia del servizio militare obbligatorio (2004). La durata del corso di formazione era di 3 mesi, al termine dei quali si veniva nominati sottotenenti e inviati presso i reparti per i successivi 12 mesi di servizio di prima nomina.
Una categoria a parte era ed è tuttora costituita dagli Ufficiali Piloti di Complemento (UPC), citati in esordio tra le due categorie "sopravvissute" alla riforma. Si tratta di ufficiali che cominciando come allievi, detti in sigla AUPC, un percorso di selezione e formazione, devono conseguire il brevetto di pilota militare, pena la dimissione d'autorità dalla Forza Armata. Una volta conseguito il brevetto, questi ufficiali sono vincolati da una ferma obbligatoria di 12 anni, durante i quali fanno parte del ruolo naviganti speciale dell'Arma Aeronautica.

### Esercito e Carabinieri
Per l'Esercito italiano, fino agli anni settanta del Novecento il corso Allievi ufficiali di complemento (AUC) contava circa 1.300 partecipanti (per l'Esercito); ogni tre mesi iniziava un corso AUC, come già accennato, inizialmente ripartito in fasi e sedi diverse (corso generico e specialistico, già col grado di sergente), successivamente durava sei mesi (poi ridotto a cinque) e si teneva presso diverse località e caserme, secondo le diverse armi, specialità ed epoche di svolgimento:
- Lecce - Caserma Trizio, Caserma Pico, Scuola delle truppe meccanizzate e corazzate;
- Bracciano - Caserma Montefinale, SCA Scuola d'Artiglieria e suoi distaccamenti: Caserma Cosenz e Reparto salmerie di Manziana;
- Caserta - Caserma Ferrari Orsi, fanteria e cavalleria (carristi) prima del trasferimento a Cesano;
- Cecchignola - Caserma Ettore Rosso, Genio; Caserma Rossetti, dove vi era un Autoreparto AUC, Servizio Automobilistico poi divenuto Arma dei Trasporti e Materiali;  Caserma Gen. Perotti, trasmissioni presso la SCU.T (Scuola Trasmissioni); S.Tel.A. (Tecnici Elettronici di Artiglieria);
- Cesano di Roma e Ascoli Piceno, fanteria (bersaglieri, fanteria meccanizzata e lagunari);
- Cesano di Roma e Ascoli Piceno, cavalleria;
- Aosta - SMALP Scuola Militare Alpina, fanteria (alpini);
- Foligno - Caserma Gonzaga, S.A.U.S.A Scuola Allievi Ufficiali e Sottufficiali di Artiglieria (prima della ridenominazione in S.C.A. e trasferimento a Bracciano);
- Sabaudia - Caserma Santa Barbara, C.A.S.A.C.A. Centro Addestramento e Sperimentazione Artiglieria Contraerei; in precedenza, al tempo dello svolgimento dei corsi AUC, nota come S.A.C.A. Scuola Artiglieria ContrAerei, per la sola artiglieria contraerea;
- Maddaloni (CE) - Caserma Rispoli, commissariato, S.A.C. (Scuola di Amministrazione e Commissariato) per i corpi di Amministrazione e Commissariato (ruolo Commissariato e ruolo Sussistenza);
- Firenze - sanità, presso Costa San Giorgio, per medici, odontoiatri, farmacisti e veterinari; dal 1999 il corso fu trasferito a Roma (Caserma Artale).

Al termine del corso si veniva nominati Sottotenenti e assegnati a una nuova destinazione per la durata di 10 mesi, cioè fino al termine del periodo di ferma di quindici mesi.
Accedendo ai corsi AUC dell'Esercito, era possibile aspirare a svolgere il servizio di leva come ufficiale di complemento anche presso  l'Arma dei Carabinieri. Si poteva fare domanda già in fase di selezione al corso AUC, elencandola nelle tre preferenze di rito, ripresentando la domanda durante il corso, affrontando un nuovo test attitudinale scritto ed un colloquio (analoghi a quelli della precedente selezione) e se selezionati, in base ai titoli con cui erano stati ammessi al corso, al loro rendimento durante la prima parte del medesimo, ai colloqui condotti dagli ufficiali selettori recatisi in visita presso le famiglie di provenienza, transitavano alla Scuola di Applicazione di Roma per terminare l'addestramento nell'Arma e ottenere la nomina a sottotenente. Dopo un corso di complessivi tre mesi venivano poi inviati presso i reparti.

### Marina Militare
Per la Marina Militare, il corso AUC si svolgeva presso l'Accademia Navale di Livorno e gli istruttori addetti all'inquadramento militare erano gli aspiranti guardiamarina dei ruoli normali.
La durata del corso di formazione era di circa 3 mesi. Dopo gli esami propedeutici per i vari corpi e gli esami comuni, si era destinati ai comandi o enti per un tirocinio di almeno 90 giorni rivestendo il grado di aspirante guardiamarina. Successivamente agli esami pratici, si veniva nominati guardiamarina.
Solitamente, se idonei, si portava a termine la ferma nello stesso comando o ente, per un totale di 18 mesi dalla chiamata alle armi.

### Guardia di Finanza
Una aliquota di personale di leva era prevista anche per la Guardia di Finanza, di solito venivano banditi un centinaio di posti per sottotenente di complemento riservati a laureati in Economia e Commercio, Giurisprudenza o Scienze Politiche.

### Corpo militare volontario della Croce Rossa Italiana
gli ufficiali della riserva di complemento del Corpo militare volontario della Croce Rossa Italiana, previa adesione alla Forza in Congedo della CRI, accedono al grado anche in età ben superiore a quella un tempo prevista per le altre FF.AA., o per riconoscimento di quello già rivestito nelle FF.AA. oppure, avendone i requisiti fisici e morali, mediante una selezione al corso per Sottotenente. In tal caso svolgono il Servizio di prima nomina di un solo mese presso un reparto militare, talvolta a vari anni dal conseguimento del grado, per lo più in ruoli di supporto e rappresentanza ai centri documentali. In base alle esigenze organiche del Corpo, è possibile la nomina a Tenente dopo due anni dal congedo e gli eventuali richiami per l'avanzamento. Si tratta di persone che talvolta hanno già all'attivo un servizio militare presso altri corpi, talvolta sono soccorritori volontari della CRI, studenti di medicina, di farmacia ecc o medici laureati. A seconda della formazione vengono assegnati a ruoli di Commissariato o a ruoli sanitari. 
Per il resto la maggioranza di coloro che sono stati Ufficiali di Complemento si trovano in congedo o sono transitati nel ruolo speciale. Alcuni tra quelli in congedo, in possesso di determinati titoli di studio, hanno aderito volontariamente alla Riserva di Completamento, o alla Riserva di Completamento Selezionata (o Qualificata), previste entrambe in alcune delle FF.AA,. ma senza che questo comporti addestramenti periodici.